# Pomnik Włodzimierza Lenina w Charkowie
Pomnik Włodzimierza Lenina w Charkowie – pomnik Włodzimierza Lenina, który stał w Charkowie w latach 1963–2014.

## Historia

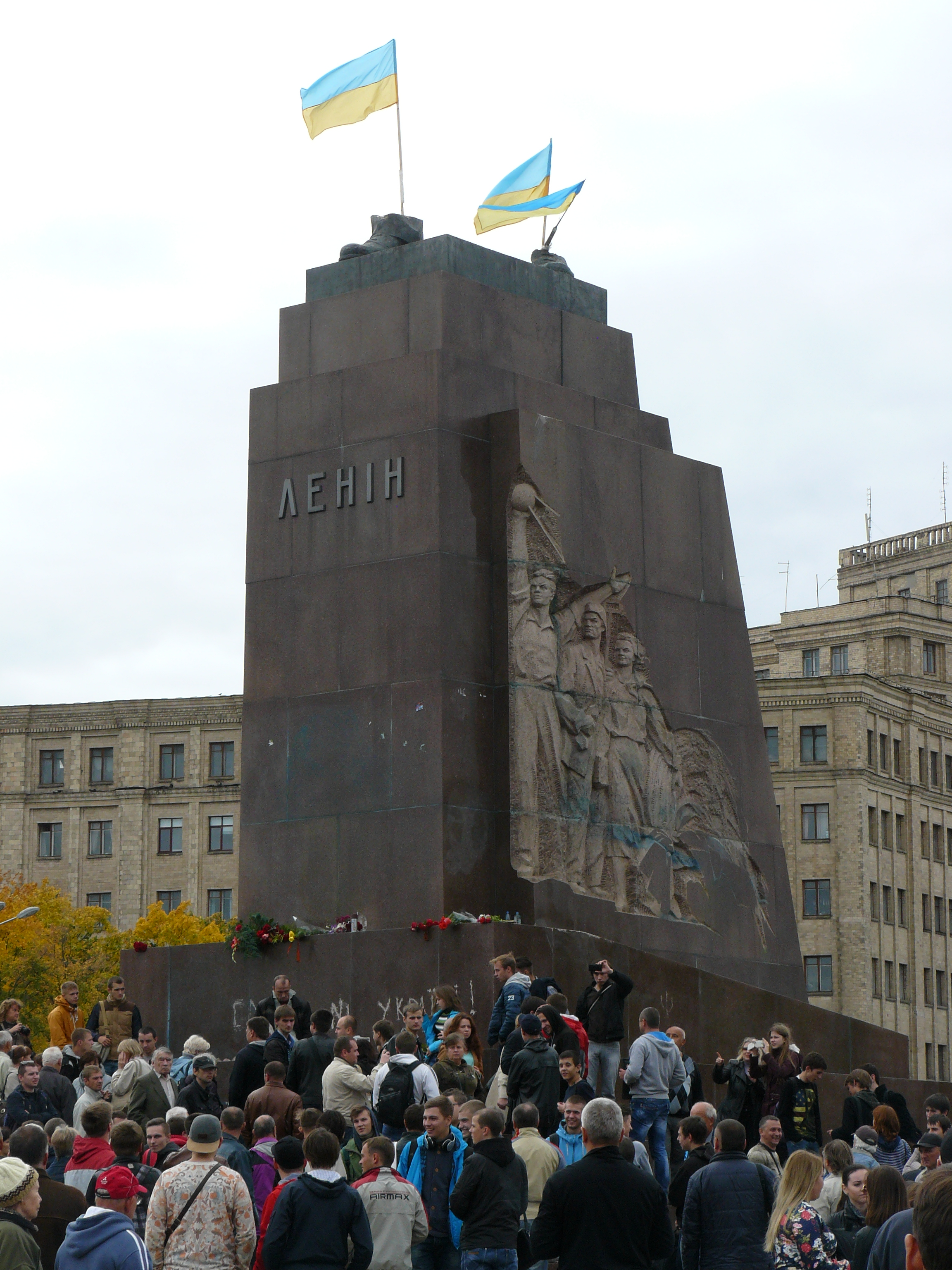
Pomnik po usunięciu Lenina, 24 września 2014

Charkowski pomnik Lenina odsłonięty został w 1963 roku. Był to 8,5-metrowy posąg stojący na postumencie o wysokości 13,7 metra, znajdującym się na Placu Wolności. Sam cokół (bez postaci Lenina) znalazł się w filmie promującym turniej piłkarski EURO 2012.
Do bezskutecznej próby obalenia pomnika doszło w lutym 2014, gdy w całym kraju odbył się szereg podobnych akcji. 28 września tego samego roku w mieście odbywała się demonstracja pod hasłem Charków to Ukraina. Uczestnicy manifestacji zdecydowali się wówczas zniszczyć pomnik przywódcy bolszewików. Cała akcja trwała ok. czterech godzin.